# Ononis tridentata
Ononis tridentata är en ärtväxtart som beskrevs av Carl von Linné. Ononis tridentata ingår i släktet puktörnen, och familjen ärtväxter. Inga underarter finns listade i Catalogue of Life.

## Bildgalleri

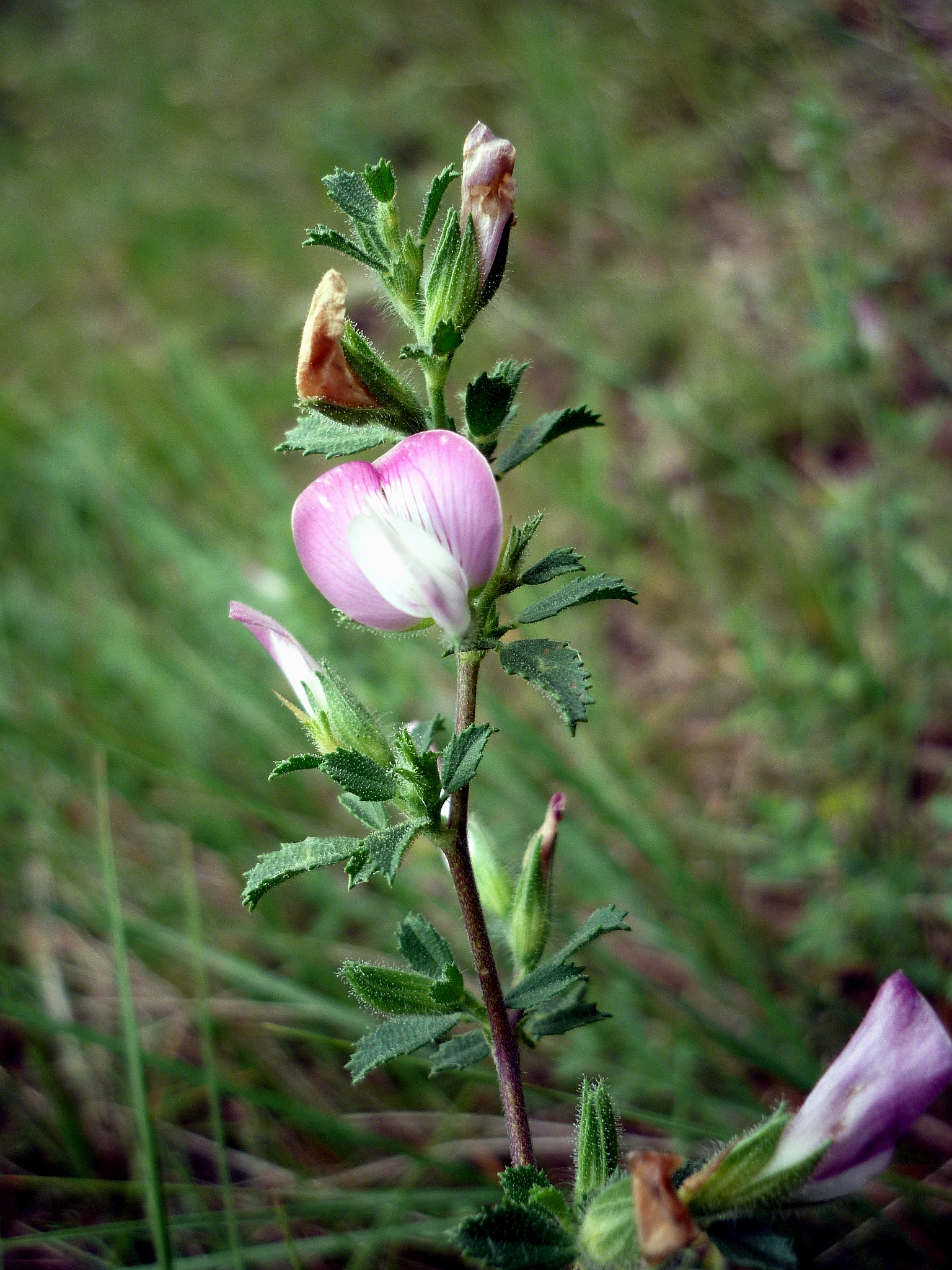
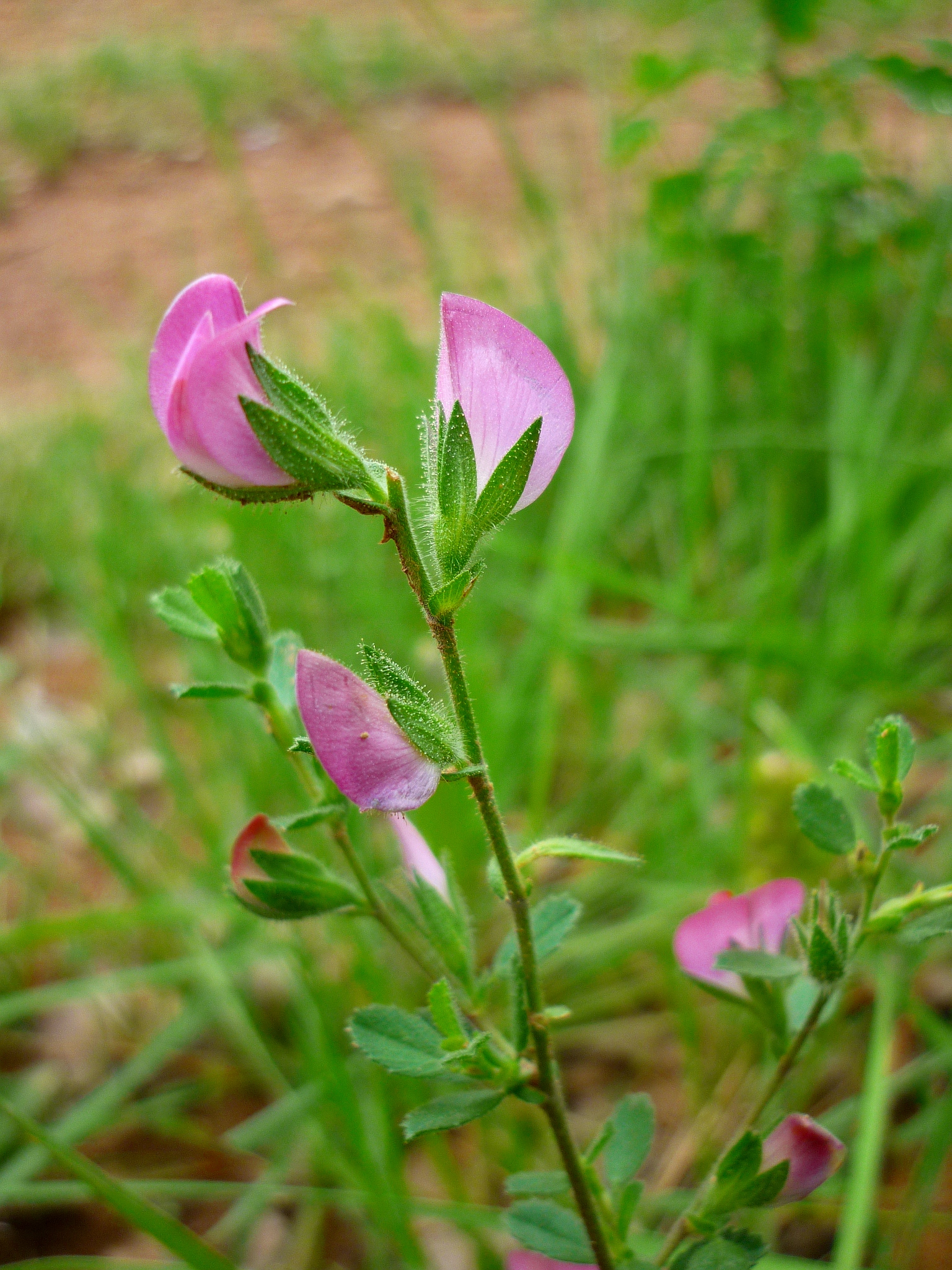
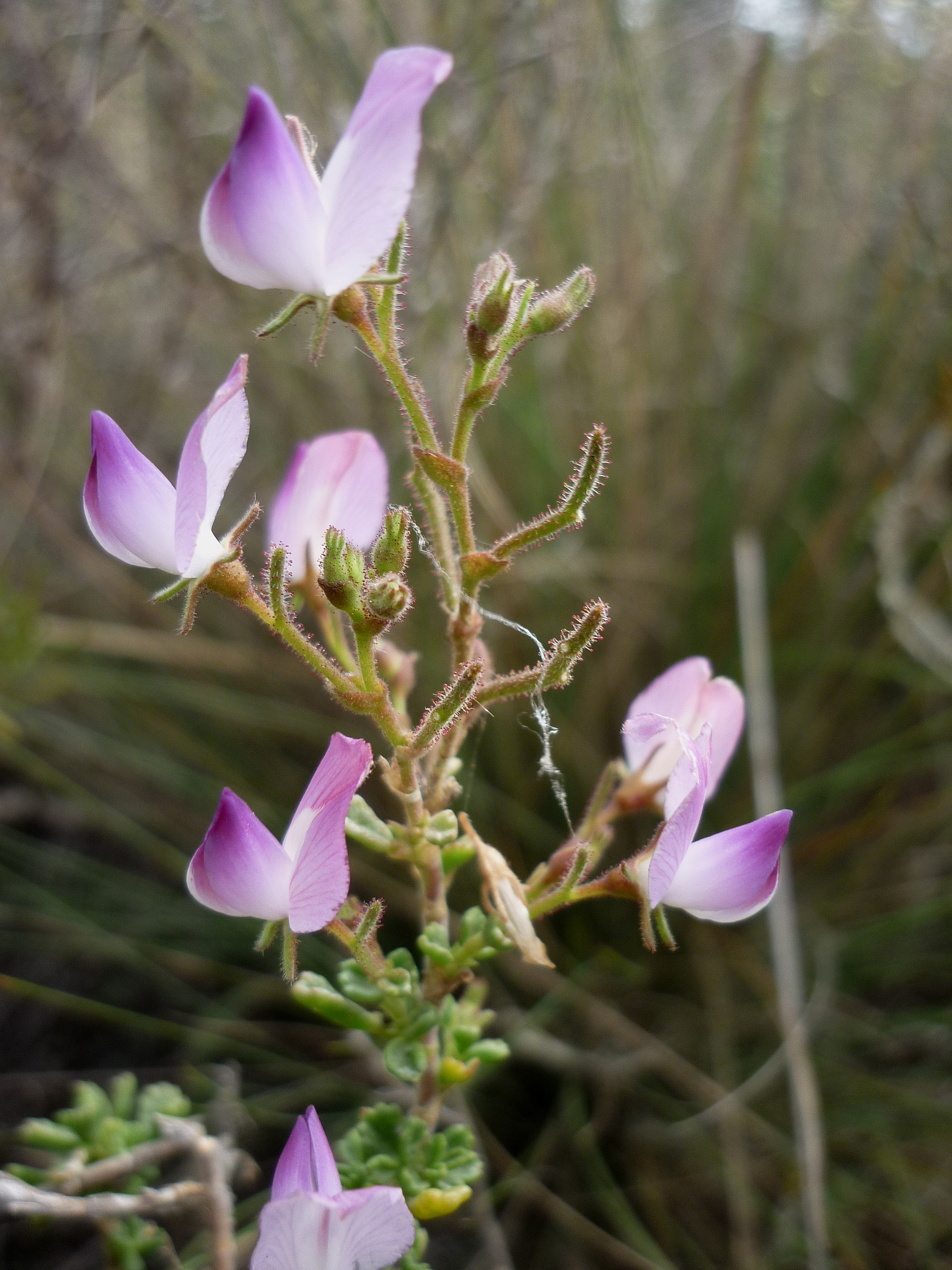
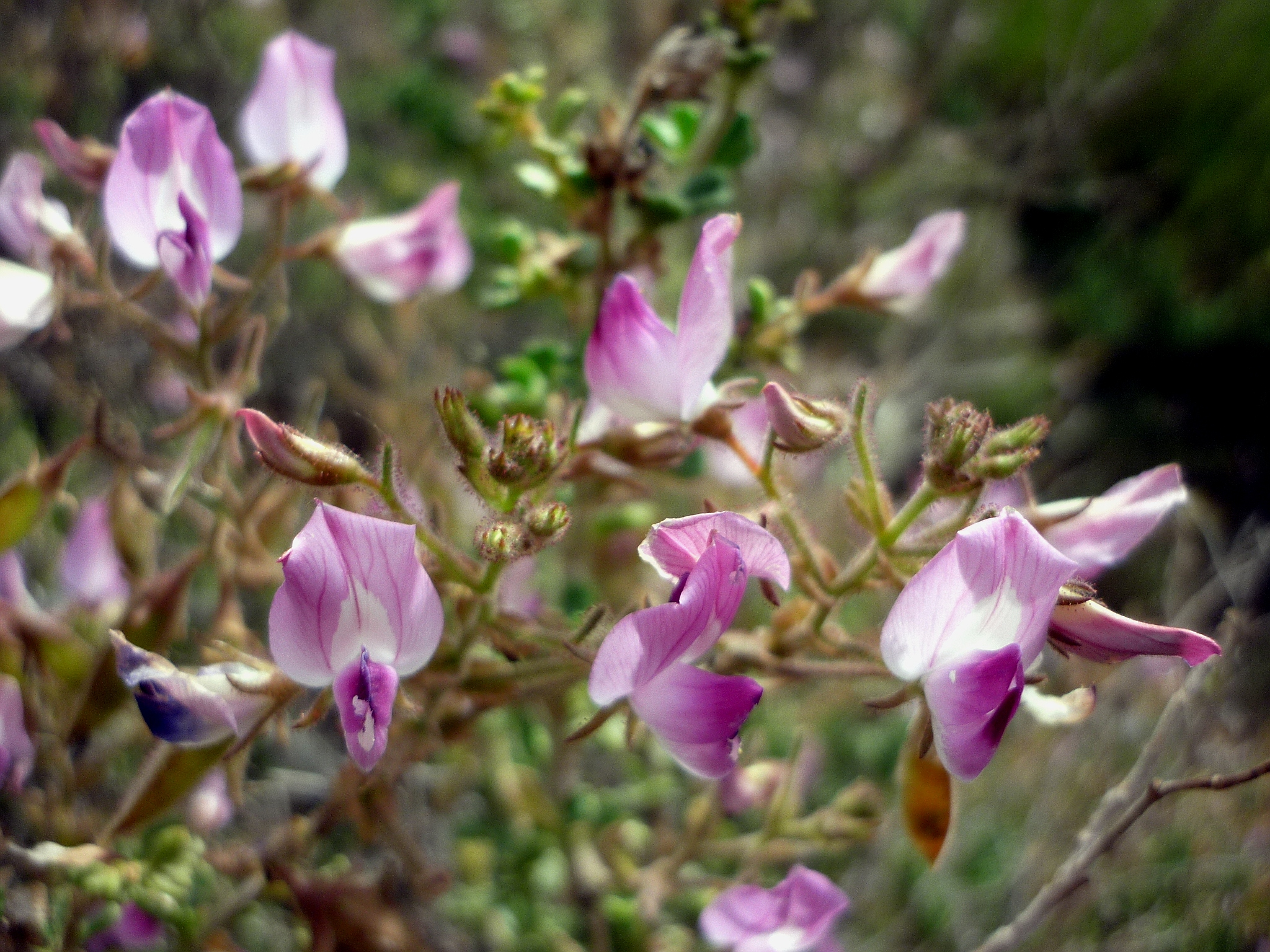